# Телега
Телега (рум. Telega) — село у повіті Прахова в Румунії. Входить до складу комуни Телега.
Село розташоване на відстані 80 км на північ від Бухареста, 28 км на північний захід від Плоєшті, 60 км на південь від Брашова.

## Населення
За даними перепису населення 2002 року у селі проживали 4558 осіб, з них 4555 осіб (99,9%) румунів. Рідною мовою 4556 осіб (> 99,9%) назвали румунську.